# Abdi Nageeye
Abdi Nageeye (født 2. marts 1989) er en somaliskfødt nederlandsk atletikudøvere, som konkurrerer i maraton.
Han repræsenterede Holland under Sommer-OL 2016 i Rio de Janeiro, hvor han blev nummer 11 i maratonløbet.
Han vandt sølv ved sommer-OL 2020 i Tokyo i maraton.